# Ahmad Morid
Ahmad Morid (* 14. Oktober 1956 in Kabul) ist einer der bekanntesten Sänger Afghanistans und gehört dem persischen Volk Afghanistans an (Tajik). Zu seinen berühmtesten Werken gehört das Album „Mina-e-Man“. Ahmad Morid singt nicht nur, sondern er komponiert, schreibt Gedichte und spielt mehrere Instrumente.

## Kindheit und Jugend
Ahmad Morid von Kamari, entstammt einer adligen Familie in Kabul und wuchs unter acht Geschwistern auf, davon drei Schwestern und fünf Brüder. Sein Vater war der Heilpraktiker Abdel Mumien von Kamari, Sohn des Ministers für Steuern Djamshed von Kamari, welcher vom damaligen Herrscher Afghanistans Mohammed Nadir mit weiten Teilen an Land belehnt wurde. Morid´s Mutter war die Cousine des späteren Präsidenten Babrak Karmal.
Er selbst ist der jüngste der fünf Brüder. In seiner Kindheit war Ahmad von der Musik fasziniert und liebte das Musizieren. Bereits im Kindergarten „Joije Shir“ sang er in der Chorgruppe, welche unter der Aufsicht von Ustad Nasar und Ustad Gholam Hussein Khan Nataki (Vater des berühmten Baba-e-Musiqi) geführt wurde. Später besuchte Ahmad Morid die Grundschule und die weiterführende Schule, das Gymnasium „Habibiya Kabul“. 1971 besuchte er zusätzlich die weiterführende Musikschule. Dort lernte Ahmad das Spielen am Harmonium, was sich später als ausschlaggebend für seine Musik herausstellte. Außerdem verfeinerte er sein sängerisches Können und wurde professionell von seinem Lehrer, Ustad Salim Sarmast, angeleitet. Nach seiner zusätzlichen musikalischen Ausbildung stand Ahmad Morid immer öfter auf der Bühne und erfreute sich einer stetig steigenden Popularität.

## Karriere
Nach der Schulausbildung bekam Ahmad Morid den Posten als Beamter im „Radio Afghanistan“. Bereits zu diesem Zeitpunkt weckte er die Aufmerksamkeit vieler Menschen und es dauerte nicht lange, bis der junge Ahmad die Erlaubnis für regelmäßige Auftritte im Radio bekam. 1975 sang er zum ersten Mal im „Radio Afghanistan“ und seine Popularität verbreitete sich wie ein Lauffeuer.
Den ersten Song komponierte für ihn Ustad Nainawas mit dem Titel: „Sitaragan bochanet ba Aseman rasanen Awase qalbe mara ba khakashan rasanen“.
Später sang Ahmad Zahir, der berühmteste Popsänger Afghanistans, dieses Lied und nahm es schließlich bei „Afghan Musik“ auf.
Noch im selben Jahr komponierte Ahmad Morid zwei weitere Songs. Der erste Song mit der Lyrik von Hafez: „har giz as jaade man on sarwe cheraman narawat har giz as mehree tu as lahe dil-o-jan narawat“. Danach kam der zweite Song auf den Markt mit seinem eigenen Text: „mina ye man biya maye man“. Der Erfolg von diesem Lied ist noch heute zu spüren und hängt mit dem Aufschwung Morids Karriere bedeutend zusammen. Mit diesen zwei Songs erlangte Ahmad Morid einen landesweiten Ruhm. Schließlich widmete er sich ganz der Musik und gab seine Beamtentätigkeit auf.
Unter der Regierung von Taraki und Amin kam er 1979, wie viele Tausend anderer Menschen auch, ins Gefängnis. Dort wurde er von der antidemokratischen Regierung zum Tode verurteilt. Er saß acht Monaten im Gefängnis und wartete auf seinen Tod. Ahmad Morid setzte allerdings auch in der Gefangenschaft seine künstlerische Tätigkeit fort. Er ließ sich nicht beirren und schrieb viele Lieder im Gefängnis. So sind zum Beispiel die bekannten Songs „hagar dam masanet yaran dam masanet“ und „Isq-o-Gonaiye Watan“ im Todestrakt entstanden und wurden nach seiner Freilassung aufgenommen. Nach acht Monaten wurde Ahmad Morid amnestiert und freigelassen und bekam noch im selben Jahr den lukrativen Posten als Musikdirektor im afghanischen Fernsehen. Er konnte jedoch nicht lange seine wiedererlangte Freiheit genießen, denn nur wenige Zeit später wurde auf ihn nach einem Konzert ein Attentat verübt, das jedoch missglückte. Mehrere islamische Fundamentalisten mit Maschinenpistolen verfolgten Morid, nach seinem Auftritt, zum Weltfrauentag, bis vor sein Anwesen und eröffneten, nachdem er sein Auto verließ, das Feuer. Ahmad Morid konnte jedoch entkommen, musste aber seine Heimat verlassen.
Die Flucht aus dem damaligen sowjetischen Afghanistan führte Morid nach Moskau.
Von 1980 bis 1988 studierte er in der russischen Hauptstadt Jura und  promovierte erfolgreich. Auch in Moskau blieb Ahmad Morid musikalisch aktiv und gab viele Konzerte. So gewann er auch bei dem damals größten Festival der Sowjetunion für asiatische Satellitenstaaten, der „Internationalen Stimme Asiens“, den dritten Platz. In den weiteren Jahren blieb Morid nicht sesshaft und wohnte vorübergehend in Kasachstan und Tadschikistan. In Tadschikistan heiratete er und wurde Vater zweier Kinder, eines Mädchens und eines Jungen. Schließlich zog Ahmad Morid nach Deutschland. Er ließ sich in Heidelberg nieder und ist 2007 nach Straßburg gezogen. Morid gibt regelmäßig Konzerte in verschiedenen Städten Deutschlands, aber auch im Ausland. Sein größter Traum, noch ein Konzert in Kabul zu geben, erfüllte sich 2007.

## Musik
Morids Musik auf einen griffigen Nenner zu bringen ist nicht einfach. In einem ganz eigenen Stil vermischen sich traditionelle und orientalische Elemente mit balladenhaften Anflügen des Chansons, führen westliche wie orientalische Ohren in weite Vorstellungsräume und entwerfen innere Landschaften. „Das ist Musik, die nicht nach drei Metern aufhört und wieder weg ist“, so die Beurteilung eines Zuhörers. Die Texte behandeln das Spektrum Mensch-Liebe-Gesellschaft. Bei seinen Auftritten begleitet Morid seine Stimme selbst sowohl mit Keyboard als auch mit dem Harmonium und hat manchmal wechselnde Begleiter auf der Tabla oder einem weiteren Keyboard.
Ahmad Morid komponiert, singt und schreibt Texte. Er hilft außerdem jungen Sängern, ihren Weg zu finden, wie zum Beispiel Ahmad Jawid Sharif. Selber meint er: „Alles was ich kann, habe ich von großen Musikern des Landes gelernt“.
Ahmad Morids eigener Aussage nach sind es folgende Persönlichkeiten, die in seinem musikalischen Leben Einfluss hatten:
- Ustad Gholam Hussein Khan Nataki (Vater des berühmten Baba-e-Musiqi)
- Ustad Salim Sarmast
- Ustad Nainawas
- Ustad Khyal
- Ustad Fakir Mohammad Nangialay
- Ustad Massod Jamal
- Sadek Fitrat Nashenas
- Ahmad Zahir(der berühmteste Popsänger Afghanistans).

Persönlichkeiten, deren Gedichte ihn beeinflusst haben:
- Ustad Latif Nazemi
- Mujahed Ahmad Zia
- Assadullah Habib
- Ustad Berange Kodamani
- Ustad Razeq Fani